# Taquería El Califa de León
Taquería El Califa de León es una taquería en la Colonia San Rafael, Cuauhtémoc, Ciudad de México. Fue fundada en 1968 por Juan Hernández González. Su menú se limita a una pequeña variedad de tacos de carne elaborados con tortillas hechas a mano. El restaurante recibió una Estrella Michelin en 2024, siendo el primer puesto de tacos mexicano en recibirla.

## Historia
El restaurante fue inaugurado en 1968 por Juan Hernández González y lleva por nombre el sobrenombre del torero Rodolfo Gaona. La mayor parte del pequeño espacio del restaurante, citado de diversas maneras como 100 pies cuadrados (9,3 m²) o 50 metros cuadrados (538,2 ft²) está dominada por la gran parrilla, mientras que los clientes se apiñan en la otra mitad, donde no hay asientos. La acera exterior está ocupada por vendedores ambulantes, lo que limita aún más el aforo.
Un destacado habitual en los años 1980 y principios de los 1990 fue Luis Donaldo Colosio, más tarde candidato presidencial mexicano que fue asesinado en 1994. Enmarcada en una pared hay una columna de 1993 del periódico Ovaciones en la que el autor relata haberse topado con Colosio y afirma: «...Es el comedero más igualitario de México. Todo mundo come de pie chorreando sasla en la banqueta, olisqueado por perros trasnochados...». Se sabía que otros políticos, entre ellos Eruviel Ávila Villegas, Miguel Ángel Osorio Chong, Humberto Moreira Valdez y Carlos Salinas de Gortari, eran clientes habituales; el restaurante está a cuatro cuadras y 650 metros (2132,5 pies), a nueve minutos a pie, de la sede nacional del Partido Revolucionario Institucional (PRI).
El nombre «El Califa» nunca fue una marca registrada, y una cadena de tacos de 15 unidades en el área de la Ciudad de México también se conoce como El Califa. En 2017, el puesto informó que había tenido problemas desde la muerte del operador y hijo del fundador, Mario Hernández Alonso, en 2002, debido a la competencia con otros puestos de tacos, problemas de seguridad en el área y el costo de los platos.

## Menú
El menú sigue siendo prácticamente el mismo; Hernández González le dijo a su hijo, Mario Hernández Alonso, que no merecía la pena ampliar porque «la avaricia rompe el saco». Su taco característico, la Gaonera, lleva el nombre de Gaona; es uno de los tres elementos del menú, junto con los tacos de bistec y costillas. Los tacos se preparan con tortillas hechas a mano. Las bebidas son refrescos o zumos. El taco Gaonera, el taco más popular del puesto, se elabora a partir de un tierno y jugoso filet mignon que se asa a la plancha con un poco de sal de grano y unas gotas de limón. Los comensales pueden aderezar sus pedidos con salsa verde o roja.

## Recepción
En opinión de Marco Beteta, las tortillas y los tacos hechos a mano eran excelentes y bien valían el precio. En un artículo para Los Angeles Times, Alonso Ruvalcaba mencionó a El Califa de León como un lugar para ir a comer tacos.
El 15 de mayo de 2024, El Califa de León recibió una Estrella Michelin, que indica «cocina de alta calidad, vale la pena detenerse», la primera vez que un puesto de tacos mexicanos recibió tal distinción. El anuncio elogió el filete de res de la Gaonera y las tortillas de maíz como una combinación «elemental y pura». La noticia provocó que se formaran aglomeraciones y largas colas en las afueras del restaurante. Como resultado, los ingresos del restaurante aumentaron, empleó personal adicional y las empresas adyacentes obtuvieron ganancias.